# Scotopteryx seminigra
Scotopteryx seminigra là một loài bướm đêm trong họ Geometridae.